# Henri Troyat
Henri Troyat [ánri truaja] , původním jménem Lev Aslanovič Tarasov (1. listopadu 1911 – 2. března 2007) byl rusko-francouzský spisovatel a historik, člen Francouzské akademie.

## Život
Jeho rodina uprchla z Ruska před Říjnovou revolucí, do Paříže dorazila roku 1920, kdy mu bylo 9 let. Naučil se rychle řeč a již ve 27 letech dostal Goncourtovu cenu (1938). Roku 1959 byl zvolen členem Francouzské akademie, vydával 1-2 romány ročně až do smrti, poslední vyšel roku 2010. Je pohřben na hřbitově Montparnasse.

## Dílo
Proslavil se především svými životopisy, zejména o ruských osobnostech: Antonu Pavloviči Čechovovi, Fjodoru Dostojevském, Alexandru Sergejeviči Puškinovi, Ivanu Sergejeviči Turgeněvovi, Nikolaji Vasiljeviči Gogolovi, Borisi Pasternakovi, Maximu Gorkém, Rasputinovi, Ivanu Hrozném či Kateřině Veliké. Napsal ovšem i sérii biografií francouzských spisovatelů (Gustave Flaubert, Guy de Maupassant, Charles Baudelaire, Paul Verlaine, Honoré de Balzac, Alexandre Dumas starší, Émile Zola). Jeho nejznámějším románem je zřejmě La neige en deuil ("Truchlící sníh"), roku 1956 byl podle něj natočen hollywoodský film se Spencerem Tracym v hlavní roli.

## České překlady
- Ve znamení býka, Praha, Literární klub Máj 1947.
- Baudelaire, Praha, Mladá fronta 1997.
- Písař Jejího Veličenstva: zpověď oblíbence Kateřiny II., Praha, Brána, Knižní klub 1998.
- Balzac, Praha, Mladá fronta 1999.
- Hrozné carevny, Praha, Themis 2000.
- Kateřina Veliká, Praha, Beta 2008.